# Шеперд, Бен
Шеперд, Алберт, Шеперд, Билли,Шеперд, Деннис, Шеперд, Кейлеб
Хантер Бенедикт (Бен) Шеперд (англ. Hunter Benedict "Ben" Shepherd; род. 20 сентября 1968 года, Окинава, Япония) — американский музыкант, наиболее известен как бас-гитарист рок-группы Soundgarden. Является обладателем двух премий «Грэмми» в составе группы Soundgarden.

## Детство и юность
Хантер Бенедикт Шеперд - родился в 1968 году 20 сентября на американской военной базе на острове Окинава, Япония. Потом его семья переехала в Техас, после  поселилась на острове Бейнбридж. Будучи подростком, Шеперд играл в многочисленных любительских панк-группах с друзьями. После окончания средней школы работал плотником и разнорабочим. Стал участником набирающей обороты гранж-сцены, когда устроился на должность роуди в группу Nirvana, в этот же период он начал играть в группе Tic Dolly Row вместе с Чэдом Ченнингом. Шеперд рассматривался на освободившуюся вакансию гитариста в Nirvana после увольнения Джейсона Эвермана. В итоге Курт Кобейн решил, что его группа останется как трио, а Эверман присоединился к Soundgarden.
В 1989 году Шеперд пробовался на роль басиста в Soundgarden сразу же после ухода Хиро Ямамото, но ему было отказано, так как его навыки были недостаточно хороши для группы. Джейсон Эверман был нанят в качестве нового басиста, но был уволен сразу после окончания промотура Louder Than Live, в 1990. После этого Шеперд был принят в группу.

## Дискография

### HBS
- In Deep Owl (2013)

### 600 School
- Live recording (circa 1982)

### March of Crimes
- Fairweather Friend demo (recorded circa 1984)

### Tic Dolly Row
- Live recording (1987)

### Soundgarden
- Badmotorfinger (1991)
- Superunknown (1994)
- Songs from the Superunknown (1995)
- Down on the Upside (1996)
- A-Sides (1997)
- Telephantasm (2010)
- Live on I-5 (2011)
- King Animal (2012)

### Hater
- Hater (1993)
- Hempilation: Freedom Is NORML (1995)
- The 2nd (2005)

### Wellwater Conspiracy
- Declaration of Conformity (1997)

### Марк Ленеган
- Field Songs

Акустическая и электро—гитары, бас-гитара, фортепиано, вокал, педальная слайд-гитара
(автор трека: «Blues for D») (2001)